# Uhrovec
Uhrovec (în maghiară Zayugróc) este un sat și o comună în districtul Banovce nad Bebravou din regiunea Trenčín a Slovaciei.

## Istoric
Prima atestare documentară a satului datează din 1258. 

## Geografie
Satul se află la o altitudine de 258 de metri și se întinde pe o suprafață de 22,95 km2. Are o populație de 1.478 de locuitori. El se află în munții Strážovské vrchy, pe valea râului Radiša, la aproximativ 8 km de Banovce nad Bebravou și la 30 km de Trenčín.

## Demografie
| An:                | 1994 | 2004   | 2014   | 2024   |
| ------------------ | ---- | ------ | ------ | ------ |
| Număr de persoane: | 1591 | 1478   | 1510   | 1522   |
| Diferență:         |      | −7,10% | +2,16% | +0,79% |

| An:                | 2023 | 2024   |
| ------------------ | ---- | ------ |
| Număr de persoane: | 1533 | 1522   |
| Diferență:         |      | −0,71% |

## Oameni celebri
- Ľudovít Štúr, om politic slovac din secolul al XIX-lea, liderul Renașterii Naționale Slovace
- Alexander Dubček, om politic slovac din cea de-a doua jumătate a secolului al XX-lea

Amândoi s-au născut în aceeași casă - clădirea școlii locale.
- János Fadrusz, sculptor, a început studii la școala de sculptură din Uhrovec